# 沃洛科拉姆斯克區

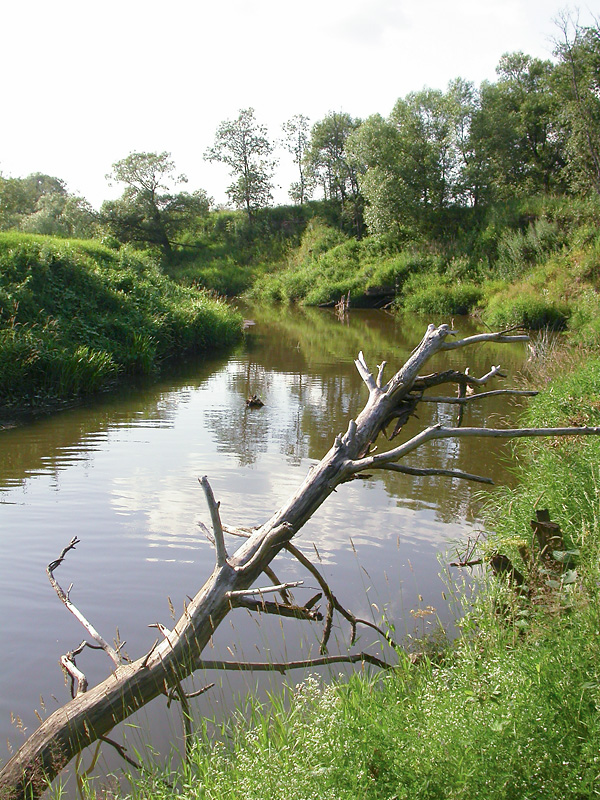

56°02′N 35°57′E / 56.033°N 35.950°E
沃洛科拉姆斯克區（俄语：Волоколамский район），是俄羅斯的一個區，位於該國西部，由莫斯科州負責管轄，始建於1929年，面積1,683.51平方公里，2010年人口53,244，人口密度每平方公里31.63人。1905年俄国革命期间，当地成立了马尔科沃共和国。